# Tamancão
Tamancão é um tipo específico de futebol de mesa, em que os jogadores possuem à disposição uma mesa em formato de  {\displaystyle \cap }, côncava para baixo, de forma que a gravidade não permita que a bola fique estável sobre a mesa.
O objetivo é semelhante ao do Totó: marcar um gol no campo do adversário, com a ajuda dos tamancões (onde os jogadores colocam suas mãos).
No Brasil, é popularmente conhecido como Tamancobol.